# 独喂
独喂，是布依族传说的妖怪，名字是布依语直接音译过来，是脱离自己人肉身游荡在野外的厉鬼，形体像人，走路没有声音，眼睛发绿光，披头散发。

## 参看
- 中国妖怪列表
- 野鬼
- 卡拉勒